# سنجدوئية (أسفيتش)
سنجدوئیة (بالفارسية: سنجدوئیه) هي قرية تقع في إيران في قسم أسفیتش الريفي.